# باردو (إستونيا)
باردو (بالإستونية: Päärdu)، قرية تتبع دائرة ماريما في مقاطعة رابلا غرب إستونيا.